# 100 Days with Mr. Arrogant
Pour plus de détails, voir Fiche technique et Distribution.
100 Days with Mr. Arrogant (내사랑 싸가지, Naesarang ssagaji) est un film sud-coréen réalisé par Shin Dong-yeop, sorti en 2004.

## Synopsis
Ha-young, jeune lycéenne insouciante, cause un accident de voiture. Comme elle ne peut pas payer les réparations, le propriétaire lui demande de devenir son esclave pour une durée de cent jours.

## Fiche technique
- Réalisation : Dong-yeob Shin
- Scénario : Dong-yeob Shin
- Producteur : Jeong Ji-hun
- Photographie : Cheol-hyeon Hwang
- Musique : Jo Byeong-seok
- Photo : Hwang Cheol-hyeon
- Montage : Ko Im-pyo
- Budget : 3,2 millions de dollars
- Format : Couleurs - 1,85:1 - Dolby Digital - 35 mm
- Durée : 95 minutes
- Pays :  Corée du Sud
- Langue : Coréen
- Couleur : Couleur
- Date de sortie :
- Corée du Sud : 16 janvier 2004

## Distribution
- Ha Ji-won : Kang Ha-young
- Kim Jae-won : Ahn Hyung-joon
- Kim Tae-hyun : Young-eun
- Han Min : Hyun-joo
- Yong Seon-hee : Joo-yeon
- Hong Ji-young : Ma-ni
- Kim Chang-wan : Ha-young